# Collegio di North Dorset
North Dorset è un collegio elettorale inglese situato nel Dorset e rappresentato alla camera dei Comuni del parlamento del Regno Unito. Elegge un membro del parlamento con il sistema maggioritario a turno unico; l'attuale parlamentare è Simon Hoare del Partito Conservatore, che rappresenta il collegio dal 2015.

## Estensione

North Dorset dal 2010 al 2024

- 1885-1918: il Municipal Borough di Shaftesbury, le divisioni sessionali di Blandford, Shaftesbury e Sturminster, e parte della divisione sessionale di Sherborne.
- 1918-1950:  i Municipal Borough di Blandford Forum e Shaftesbury, il distretto urbano di Sherborne, i distretti rurali di Blandford, Shaftesbury, Sherborne e Sturminster, e parte del distretto rurale di Wimborne and Cranborne.
- 1950-1983: i Municipal Borough di Blandford Forum e Shaftesbury, il distretto urbano di Wimborne Minster e i distretti rurali di Blandford, Shaftesbury, Sturminster e Wimborne and Cranborne.
- 1983-1997: il distretto di North Dorset, i ward del distretto di Wimborne di Colehill, Corfe Mullen Central, Corfe Mullen North, Corfe Mullen South, Crane, Holt, Sixpenny Handley, Sturminster Marshall, Vale of Allen e Wimborne Minster, e i ward del distretto di Purbeck di Lytchett Matravers e Lytchett Minster.
- 1997-2010: il distretto di North Dorset e i ward del distretto di East Dorset di Colehill, Crane, Holt, Longham, Sixpenny Handley, Stapehill, Sturminster Marshall, Vale of Allen e Wimborne Minster.
- 2010-2024: il distretto di North Dorset e i ward del distretto di East Dorset di Alderholt, Crane, Handley Vale, Holt, Stour, Three Cross and Potterne, Verwood Dewlands, Verwood Newtown e Verwood Stephen's Castle.
- dal 2024: i ward del distretto del Dorset di Beacon, Blackmore Vale, Blandford, Cranborne and Alderholt, Cranborne Chase, Gillingham, Hill Forts and Upper Tarrants, Puddletown and Lower Winterborne, Shaftesbury Town, Stalbridge and Marnhull, Sturminster Newton, Verwood e Winterborne North.[1]

## Membri del parlamento
| Elezione | Elezione       | Deputato               | Partito      |
| -------- | -------------- | ---------------------- | ------------ |
|          | 1885           | Edwin Berkeley Portman | Liberale     |
|          | 1892           | John Wingfield-Digby   | Conservatore |
|          | 1905 (S)       | Arthur Walters Wills   | Liberale     |
|          | Gen 1910       | Randolf Baker          | Conservatore |
| 1918     | Philip Colfox  |                        | Conservatore |
|          | 1922           | John Emlyn-Jones       | Liberale     |
|          | 1924           | Cecil Hanbury          | Conservatore |
| 1937 (S) | Angus Hambro   |                        | Conservatore |
|          | 1945           | Frank Byers            | Liberale     |
|          | 1950           | Robert Crouch          | Conservatore |
| 1957 (S) | Richard Glyn   |                        | Conservatore |
| 1970     | David James    |                        | Conservatore |
| 1979     | Nicholas Baker |                        | Conservatore |
| 1997     | Robert Walter  |                        | Conservatore |
| 2015     | Simon Hoare    |                        | Conservatore |

## Elezioni

### Elezioni negli anni 2020
| Partito                    | Partito                                   | Candidato                  | Risultati 4 luglio 2024 | Risultati 4 luglio 2024 |
| Partito                    | Partito                                   | Candidato                  | Voti                    | %                       |
| -------------------------- | ----------------------------------------- | -------------------------- | ----------------------- | ----------------------- |
|                            | Conservatore                              | Simon Hoare                | 18 208                  | 36,65                   |
|                            | Lib Dem                                   | Gary Jackson               | 16 619                  | 33,45                   |
|                            | Reform UK                                 | Ash Leaning                | 7 894                   | 15,89                   |
|                            | Laburista                                 | James Coldwell             | 4 370                   | 8,80                    |
|                            | Verdi                                     | Ken Huggins                | 2 082                   | 4,19                    |
|                            | Indipendente                              | Si Adams                   | 317                     | 0,64                    |
|                            | UKIP                                      | Jeff Taylor                | 119                     | 0,24                    |
|                            | Social Democratico                        | Daniel Woodruffe           | 74                      | 0,15                    |
|                            |                                           |                            |                         |                         |
| Iscritti                   | Iscritti                                  | Iscritti                   | 72 690                  | 100,00                  |
| ↳ Votanti (% su iscritti)  | ↳ Votanti (% su iscritti)                 | ↳ Votanti (% su iscritti)  | 49 683                  | 68,35                   |
| ↳ Astenuti (% su iscritti) | ↳ Astenuti (% su iscritti)                | ↳ Astenuti (% su iscritti) | 23 007                  | 31,65                   |
|                            |                                           |                            |                         |                         |
|                            | Esito: collegio confermato a Conservatore |                            |                         |                         |

### Elezioni negli anni 2010
| Partito                    | Partito                                   | Candidato                  | Risultati 12 dicembre 2019 | Risultati 12 dicembre 2019 |
| Partito                    | Partito                                   | Candidato                  | Voti                       | %                          |
| -------------------------- | ----------------------------------------- | -------------------------- | -------------------------- | -------------------------- |
|                            | Conservatore                              | Simon Hoare                | 35 705                     | 63,64                      |
|                            | Lib Dem                                   | David Chadwick             | 11 404                     | 20,33                      |
|                            | Laburista                                 | Pat Osborne                | 6 737                      | 12,01                      |
|                            | Verdi                                     | Ken Huggins                | 2 261                      | 4,03                       |
|                            |                                           |                            |                            |                            |
| Iscritti                   | Iscritti                                  | Iscritti                   | 76 765                     | 100,00                     |
| ↳ Votanti (% su iscritti)  | ↳ Votanti (% su iscritti)                 | ↳ Votanti (% su iscritti)  | 56 107                     | 73,09                      |
| ↳ Astenuti (% su iscritti) | ↳ Astenuti (% su iscritti)                | ↳ Astenuti (% su iscritti) | 20 658                     | 26,91                      |
|                            |                                           |                            |                            |                            |
|                            | Esito: collegio confermato a Conservatore |                            |                            |                            |

| Partito                    | Partito                                   | Candidato                  | Risultati 8 giugno 2017 | Risultati 8 giugno 2017 |
| Partito                    | Partito                                   | Candidato                  | Voti                    | %                       |
| -------------------------- | ----------------------------------------- | -------------------------- | ----------------------- | ----------------------- |
|                            | Conservatore                              | Simon Hoare                | 36 169                  | 64,91                   |
|                            | Laburista                                 | Pat Osborne                | 10 392                  | 18,65                   |
|                            | Lib Dem                                   | Thomas Panton              | 7 556                   | 13,56                   |
|                            | Verdi                                     | John Tutton                | 1 607                   | 2,88                    |
|                            |                                           |                            |                         |                         |
| Iscritti                   | Iscritti                                  | Iscritti                   | 75 302                  | 100,00                  |
| ↳ Votanti (% su iscritti)  | ↳ Votanti (% su iscritti)                 | ↳ Votanti (% su iscritti)  | 55 724                  | 74,00                   |
| ↳ Astenuti (% su iscritti) | ↳ Astenuti (% su iscritti)                | ↳ Astenuti (% su iscritti) | 19 578                  | 26,00                   |
|                            |                                           |                            |                         |                         |
|                            | Esito: collegio confermato a Conservatore |                            |                         |                         |

| Partito                    | Partito                                   | Candidato                  | Risultati 7 maggio 2015 | Risultati 7 maggio 2015 |
| Partito                    | Partito                                   | Candidato                  | Voti                    | %                       |
| -------------------------- | ----------------------------------------- | -------------------------- | ----------------------- | ----------------------- |
|                            | Conservatore                              | Simon Hoare                | 30 227                  | 56,62                   |
|                            | UKIP                                      | Steve Unwin                | 9 109                   | 17,06                   |
|                            | Lib Dem                                   | Hugo Miéville              | 6 226                   | 11,66                   |
|                            | Laburista                                 | Kim Fendley                | 4 785                   | 8,96                    |
|                            | Verdi                                     | Richard Barrington         | 3 038                   | 5,69                    |
|                            |                                           |                            |                         |                         |
| Iscritti                   | Iscritti                                  | Iscritti                   | 74 560                  | 100,00                  |
| ↳ Votanti (% su iscritti)  | ↳ Votanti (% su iscritti)                 | ↳ Votanti (% su iscritti)  | 53 385                  | 71,60                   |
| ↳ Astenuti (% su iscritti) | ↳ Astenuti (% su iscritti)                | ↳ Astenuti (% su iscritti) | 21 175                  | 28,40                   |
|                            |                                           |                            |                         |                         |
|                            | Esito: collegio confermato a Conservatore |                            |                         |                         |

| Partito                    | Partito                                   | Candidato                  | Risultati 6 maggio 2010 | Risultati 6 maggio 2010 |
| Partito                    | Partito                                   | Candidato                  | Voti                    | %                       |
| -------------------------- | ----------------------------------------- | -------------------------- | ----------------------- | ----------------------- |
|                            | Conservatore                              | Robert Walter              | 27 640                  | 51,05                   |
|                            | Lib Dem                                   | Emily Gasson               | 20 015                  | 36,97                   |
|                            | Laburista                                 | Mike Bunney                | 2 910                   | 5,37                    |
|                            | UKIP                                      | Jeremy Nieboer             | 2 812                   | 5,19                    |
|                            | Verdi                                     | Anna Hayball               | 546                     | 1,01                    |
|                            | Monster Raving Loony                      | Roger Monksummers          | 218                     | 0,40                    |
|                            |                                           |                            |                         |                         |
| Iscritti                   | Iscritti                                  | Iscritti                   | 73 661                  | 100,00                  |
| ↳ Votanti (% su iscritti)  | ↳ Votanti (% su iscritti)                 | ↳ Votanti (% su iscritti)  | 54 141                  | 73,50                   |
| ↳ Astenuti (% su iscritti) | ↳ Astenuti (% su iscritti)                | ↳ Astenuti (% su iscritti) | 19 520                  | 26,50                   |
|                            |                                           |                            |                         |                         |
|                            | Esito: collegio confermato a Conservatore |                            |                         |                         |

### Elezioni negli anni 2000
| Partito                    | Partito                                   | Candidato                  | Risultati 5 maggio 2005 | Risultati 5 maggio 2005 |
| Partito                    | Partito                                   | Candidato                  | Voti                    | %                       |
| -------------------------- | ----------------------------------------- | -------------------------- | ----------------------- | ----------------------- |
|                            | Conservatore                              | Robert Walter              | 23 714                  | 44,90                   |
|                            | Lib Dem                                   | Emily Gasson               | 21 470                  | 40,65                   |
|                            | Laburista                                 | John Yarwood               | 4 596                   | 8,70                    |
|                            | UKIP                                      | Richard Hobbs              | 1 918                   | 3,63                    |
|                            | Verdi                                     | Ralph Arliss               | 1 117                   | 2,11                    |
|                            |                                           |                            |                         |                         |
| Iscritti                   | Iscritti                                  | Iscritti                   | 74 282                  | 100,00                  |
| ↳ Votanti (% su iscritti)  | ↳ Votanti (% su iscritti)                 | ↳ Votanti (% su iscritti)  | 52 815                  | 71,10                   |
| ↳ Astenuti (% su iscritti) | ↳ Astenuti (% su iscritti)                | ↳ Astenuti (% su iscritti) | 21 467                  | 28,90                   |
|                            |                                           |                            |                         |                         |
|                            | Esito: collegio confermato a Conservatore |                            |                         |                         |

| Partito                    | Partito                                   | Candidato                  | Risultati 7 giugno 2001 | Risultati 7 giugno 2001 |
| Partito                    | Partito                                   | Candidato                  | Voti                    | %                       |
| -------------------------- | ----------------------------------------- | -------------------------- | ----------------------- | ----------------------- |
|                            | Conservatore                              | Robert Walter              | 22 314                  | 46,66                   |
|                            | Lib Dem                                   | Emily Gasson               | 18 517                  | 38,72                   |
|                            | Laburista                                 | Mark Wareham               | 5 334                   | 11,15                   |
|                            | UKIP                                      | Peter Jenkins              | 1 019                   | 2,13                    |
|                            | Lower Excise Duty                         | Joseph Duthie              | 391                     | 0,82                    |
|                            | Indipendente                              | Cora Bone                  | 246                     | 0,51                    |
|                            |                                           |                            |                         |                         |
| Iscritti                   | Iscritti                                  | Iscritti                   | 72 128                  | 100,00                  |
| ↳ Votanti (% su iscritti)  | ↳ Votanti (% su iscritti)                 | ↳ Votanti (% su iscritti)  | 47 821                  | 66,30                   |
| ↳ Astenuti (% su iscritti) | ↳ Astenuti (% su iscritti)                | ↳ Astenuti (% su iscritti) | 24 307                  | 33,70                   |
|                            |                                           |                            |                         |                         |
|                            | Esito: collegio confermato a Conservatore |                            |                         |                         |

## Risultati dei referendum

### Referendum sulla permanenza del Regno Unito nell'Unione europea del 2016
|             | Collegio     | Lasciare UE % | Rimanere in UE % |
| ----------- | ------------ | ------------- | ---------------- |
|             | North Dorset | 56,4%         | 43,6%            |
| Inghilterra | 53,3%        | 46,7%         |                  |
| Regno Unito | 51,9%        | 48,1%         |                  |